# کامنیتسا (استان بلاگووگراد)
کامنیتسا (به بلغاری: Kamenitsa) یک منطقهٔ مسکونی در بلغارستان است که در استان بلاگووگراد واقع شده‌است.